# Klínská brána
Klínská brána bývala jednou ze staveb rozmístěných v pravidelných vzdálenostech na hranicích s Německem. Obdobné objekty se údajně nacházely mezi Flájemi a Německým Mníškem (dnes Deutscheinsiedel). Mívaly podobu otevřené stodoly a dlouhou dobu tvořily součást Flájské obory, jejíž hranice je dnes zasazena o kilometr více do vnitrozemí. K jejímu založení došlo pravděpodobně krátce po vystavění loveckého zámečku Lichtenwald, což bylo někdy mezi lety 1761–1765. Název Klínská brána se  poprvé objevuje až kolem roku 1890, kdy obora dosáhla své největší rozlohy (cca 2575 ha). Brána zároveň až do roku 1945 sloužila jako hraniční přechod. Následně nebyla využívána a okolo roku 1955 při vytváření hraničního pásma zanikla. K obnově turistického hraničního přechodu na tomto místě došlo až 21. prosince 2007 v souvislosti se vstupem ČR do Schengenského prostoru. Vlastní budova však již obnovena nebyla.